# Miêu tả trong văn hóa về Cleopatra

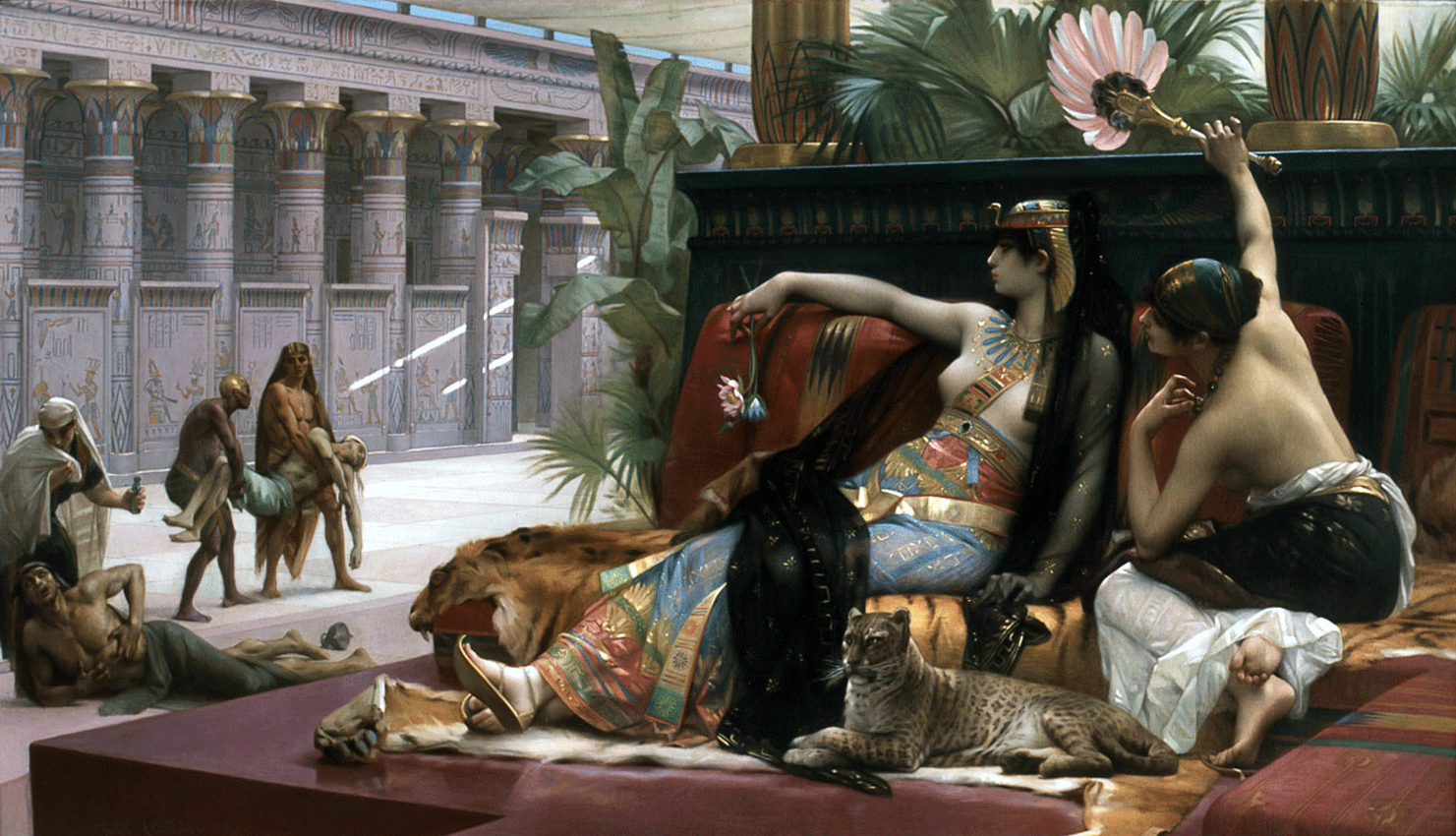
Cleopatra và những người tù ngục, vẽ bởi Alexandre Cabanel (1887).

Cuộc đời nữ vương Ai Cập Cleopatra là nguồn cảm hứng cho nhiều nhà văn và nghệ sĩ qua nhiều thế kỷ. Không nghi ngờ rằng, đa phần sức lôi cuốn xuất phát từ huyền thoại về sắc đẹp có sức quyến rũ mạnh mẽ biến bà trở thành đồng minh và tình nhân của hai người đàn ông quyền lực nhất thời ấy, Julius Caesar và Marcus Antonius.
Cleopatra được mô tả như một người phụ nữ rất xinh đẹp ngay từ những ghi nhận cổ xưa nhất. Trong cuốn Life of Antony của mình, Plutarch đã mô tả Cleopatra là người phụ nữ có sắc đẹp không ai sánh bằng, không những ảnh hưởng đến Julius Caesar mà khiến cả Marcus Antonius phải qui phục dưới chân mình. Bên cạnh sắc đẹp, Plutarch cũng khẳng định sự thông minh, quyễn rũ trong ngôn từ chính là những vũ khí hoàn hảo của Cleopatra trong việc bảo vệ quyền lực của mình trước 2 người đàn ông vĩ đại này.
Cassius Dio, một học giả người Hy Lạp sống vào thế kỷ thứ 2, hơn 100 năm sau thời đại của Cleopatra, cũng cho rằng Cleopatra sỡ hữu một vẻ đẹp nổi trội, vượt bậc và có tài chinh phục bất kỳ ai qua sắc đẹp trời phú và giọng nói, ảnh nhìn mê hoặc, việc lên ngôi vị của bà do sự giúp đỡ của Caesar hoàn toàn nhờ những thứ mĩ miều trời phú ấy.
Những miêu tả của 2 nhà học giả trên ảnh hưởng mạnh mẽ đến hình tượng khắc họa của Cleopatra về sau; hình tượng điển hình của một người phụ nữ dùng sắc đẹp mê hoặc gây ảnh hưởng đến những người đàn ông quyền lực trong văn hóa phương Tây.

Cái chết của Cleopatra, vẽ bởi Guido Cagnacci 1658

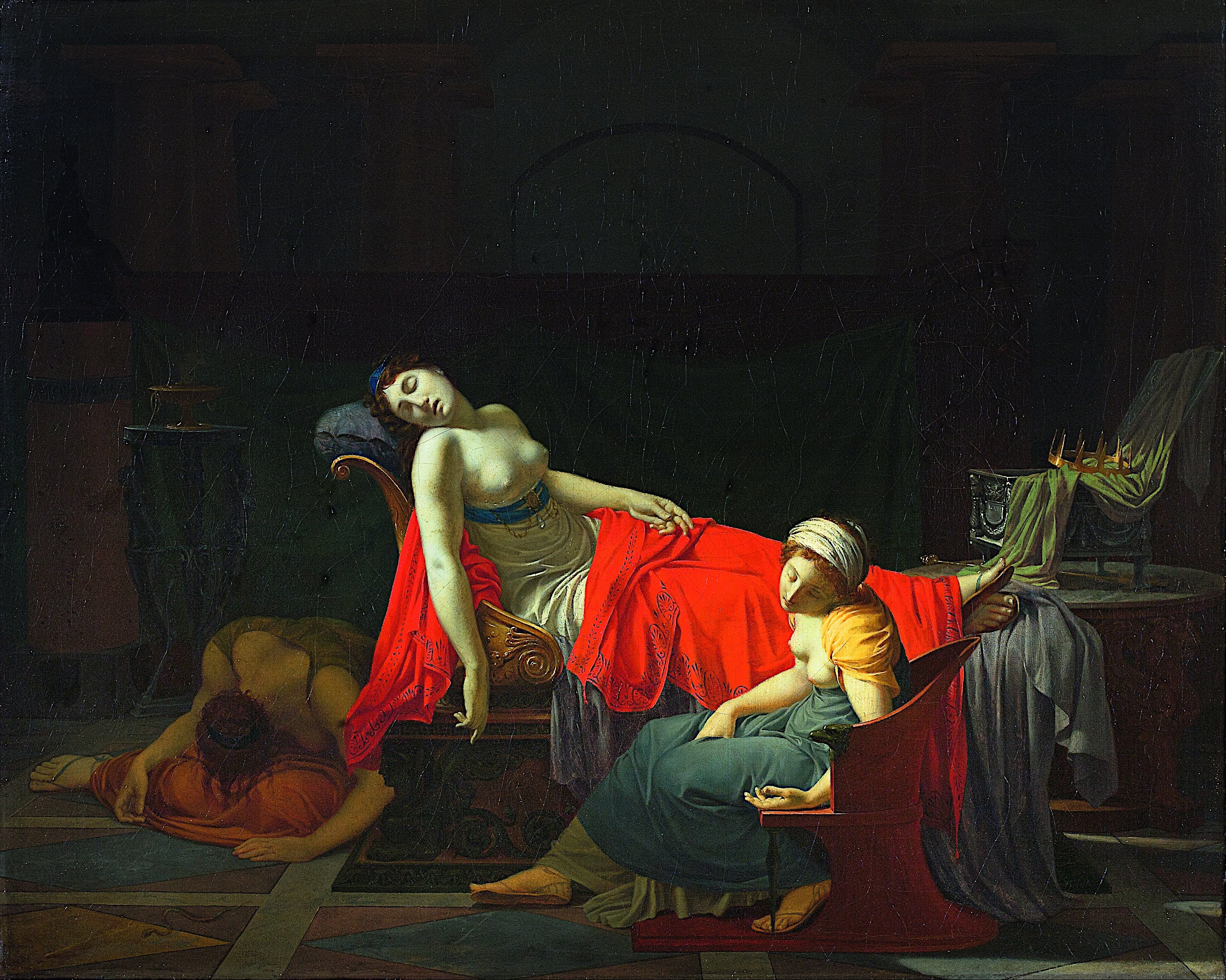
Death of Cleopatra, vẽ bởi Jean-Baptiste Regnault

## Kịch
Một số những vở kịch nổi tiếng nhất về bà:
- Antony and Cleopatra (kh. 1607) của William Shakespeare
- All for Love (1678) của John Dryden
- Caesar and Cleopatra (1901) của George Bernard Shaw
- The Death of Cleopatre của Ahmed Shawqi

## Văn học khác
- Cléopâtre của Jules-Émile-Frédéric Massenet
- Incipit Legenda Cleopatrie Martiris, Egipti Regine từ cuốn The Legend of Good Women của Geoffrey Chaucer
- Cléopatre của Victorien Sardou
- Cleopatra (1889) của H. Rider Haggard
- The Memoirs of Cleopatra của Margaret George
- Nhiều cuốn sách về Asterix, với Cleopatra từ cảm hứng của Elizabeth Taylor

## TV
- Clone High
- Rome - Series 1 (Caesarion (tập về Rome)), và có lẽ cả Series 2
- Teresa Pavlinek trong vai Cleopatra trong một tập History Bites nói về trận Actium
- The Cleopatras, một serie truyền hình của BBC phát sóng năm 1983

## Phim
Bộ phim đầu tiên đề cập tới Cleopatra là phim Antony and Cleopatra (1908) với Florence Lawrence thủ vai Cleopatra. Phim đầu tiên với Cleopatra là nhân vật chính là Cleopatra, Queen of Egypt, với diễn viên chính Helen Gardner (1912).
Những phim/chương trình TV lấy cảm hứng từ Nữ hoàng sông Nil:
- 1899: Robbing Cleopatra's Tomb (Jehanne D'Alcy)
- (1908): Antony và Cleopatra
- 1912: Cleopatra (Helen Louise Gardner)
- (1917): Cleopatra: Theda Bara (Cleopatra), Fritz Leiber (Caesar), Thurston Hall (Antonius). Đạo diễn J. Gordon Edwards. Dựa trên vở kịch Cléopatre của Émile Moreau, vở Cléopatre của Sardou và Antony and Cleopatra của Shakespeare.
- (1924) Antony và Cleopatra (Ethel Teare)
- (1934): Cleopatra: Claudette Colbert (Cleopatra), Warren William (Caesar), Henry Wilcoxon (Antonius). Một công trình của nhà đoạt giải Oscar Cecil B. DeMille.
- 1935: Dante's Inferno  (Lorna Low)
- 1943: Cleobatra (Amina Rizk)
- (1946): Caesar and Cleopatra: Vivien Leigh (Cleopatra), Claude Rains (Caesar), Stewart Granger, Flora Robson — dựa trên vở kịch của George Bernard Shaw và được đề cử giải Oscar. Leigh cũng đóng vai Cleopatra cùng với người sau này trở thành chồng bà, Laurence Olivier đóng vai Caesar, trong một vở kịch trên sân khấu tại London.
- (1953): Serpent of the Nile: Rhonda Fleming (Cleopatra), Raymond Burr (Marcus Antonius), Michael Fox (Augustus).
- 1954: Two Nights with Cleopatra (Sophia Loren)
- 1957: The Story of Mankind (Virginia Mayo)
- (1963): Cleopatra: Elizabeth Taylor (Cleopatra), Rex Harrison (Caesar), Richard Burton (Antonius). Đoạt giải Oscar được nhớ nhất về vụ tình ái sau sân khấu giữa Taylor và Burton và chi phí sản xuất lớn nhất thời đó, $44 triệu.
- 1963: Toto and Cleopatra (Magali Noël)
- (1964): Carry On Cleo, một phiên bản bắt chước lại bộ phim năm 1963, Amanda Barrie đóng vai Cleopatra, Sid James vai Marcus Antonius và Kenneth Williams vai Caesar.
- 1968: Asterix và Cleopatra (Phim hoạt hình do Micheline Dax lồng tiếng)
- (1970): Kureopatora (Cleopatra: Queen of Sex), một bộ phim hoạt họa Nhật Bản kỳ lạ của Osamu Tezuka. Phiên bản có phụ đề tiếng Anh đã bị mất.
- 1970: The Notorious Cleopatra (Loray White)
- 1970: Cleopatra (Viva)
- 1972: Antony và Cleopatra (Hildegarde Neil)
- (1974): Antony & Cleopatra: được trình diễn bởi Royal Shakespeare Company ở Luân Đôn. Vai chính Janet Suzman (Cleopatra), Richard Johnson (Antonius) và Patrick Stewart (Enobarbus).
- 1992: Highway to Hell (Amy Stiller)
- (1999): Cleopatra (phim): Leonor Varela (Cleopatra), Timothy Dalton (Caesar), Billy Zane (Antonius). Dựa trên cuốn sách Memoirs of Cleopatra của Margaret George và gần với sự thực nhất.
- 2002: Asterix & Obelix: Mission Cleopatra (Monica Bellucci)
- 2005: Scooby-Doo! in Where's My Mummy? (Virginia Madsen)
- 2006: Giulio Cesare (Danielle de Niese)

## Tranh, điêu khắc cổ
Bức tranh nổi tiếng nhất về Cleopatra là bức không tồn tại nữa bởi vì vị nữ hoàng đã chết ở Ai Cập một thời gian dài trước khi Augustus giành được quyền lực ở Roma và nhờ vậy Cleopatra cũng lấy lại được uy danh của mình, ông đã ra lệnh vẽ một bức tranh lớn về bà và đưa nó đi trong lễ diễu hành chiến thắng, có lẽ trong bức tranh đó bà được thể hiện khi đang bị rắn độc cắn. Nguồn của câu chuyện này tại Plut. Ant. 86 và App. Civ. II.102, dù rằng nguồn sau thật sự nói về một bức tượng, và Cass. Dio LI.21.3 cho rằng "hình ảnh" đó làm bằng vàng, và vì thế không phải là một bức tranh. Bức tranh ấy được tái hiện trong một bản khắc đầu thế kỷ 19: nó thuộc một bộ sưu tập cá nhân gần Sorrento. Từ đó, bức tranh này đã bị cho là thuộc về bộ sưu tập ở Cortona, nhưng cũng không còn dấu vết nào về nó; sự biến mất âm thầm của bức tranh có lẽ vì nó chỉ là đồ giả mạo. Để có thêm thông tin về toàn bộ vấn đề, xem các liên kết ngoài ở cuối bài.

## Tranh, từ thời Phục hưng về sau
Cleopatra và cái chết của bà đã trở thành cảm hứng sáng tác cho hàng trăm bức họa Thời Phục Hưng cho tới tận ngày nay, tất nhiên không bức nào có giá trị lịch sử; chủ đề này đặc biệt lôi cuốn các họa sĩ hàn lâm Pháp. 
- Sir Thomas Browne: Of the Picture describing the death of Cleopatra (1672)
- John Sartain: On the Antique Portrait of Cleopatra (1818)

## Opera
- Cleopatra đã xuất hiện với tư cách một nhân vật trong các vở opera của Handel, Carl Heinrich Graun, Johann Adolf Hasse và Johann Mattheson
- Antony and Cleopatra của Samuel Barber diễn khai trương nhà hát Metropolitan Opera House mới năm 1966.

## Tự sát
- Suicide of Cleopatra. Sơn dầu. 46 x 36-3/4 in. (116.8 x 93.3 cm) Giovanni Francesco Barbieri sáng tác, cũng được gọi là Guercino. Vẽ năm 1621 và treo trong bộ sưu tập của Bảo tàng Norton Simon tại Pasadena, California. Nó thể hiện Cleopatra và trong tay bà là một con rắn đang sắp được dùng để tự tử.
- Cleopatra and the Peasant (1838). Sơn dầu. Eugène Delacroix vẽ. Treo tại Bảo tàng Ackland Art của Đại học North Carolina. Tác phẩm thể hiện một người đàn ông đang trao cho Cleopatra con rắn để bà tự sát.
- The Death of Cleopatra, Jean André Rixens sáng tác năm 1874 và treo tại Bảo tàng Augustins ở Toulouse, Pháp.
- The Death of Cleopatra, Guido Cagnacci sáng tác năm 1658. Sơn dầu. Treo tại Bảo tàng Vienna Kunsthistorisches.
- Victoria Art Gallery, Bath - Không biết tên nghệ sĩ sáng tác (có thể phỏng theo bức), Suicide of Cleopatra

## Khác
- The Banquet of Cleopatra (1743–5). Sơn dầu, 248.2 x 357.8 cm. Giambattista Tiepolo (1696–1770) sáng tác, treo tại National Gallery of Victoria, Australia, thể hiện bữa tiệc lớn khi Cleopatra ngâm đôi hoa tai ngọc trai của mình trong cốc dấm.
- Cléopâtre et César (1866). Sơn dầu. Jean-Léon Gérôme (1824–1904) sáng tác. Bức nguyên bản đã mất, chỉ còn lại các bản copy. Bức tranh thể hiện Cleopatra đứng phía trước, Caesar ngồi phía sau, vẽ theo phong cách Orientalist.